# دوج تراک
رَم که سابقاً دوج رم (Dodge Ram) نامیده می‌شد نام خودرویی است که توسط شرکت رم تراکس ساخته می‌شود و از سال ۱۹۸۱ تاکنون در مکزیک و ایالات متحده آمریکا تولید شده‌است. طراحی آن موتور جلو، توزیع نیروی پیشران، خودرو چهار چرخ محرک بوده‌است.

## نگارخانه

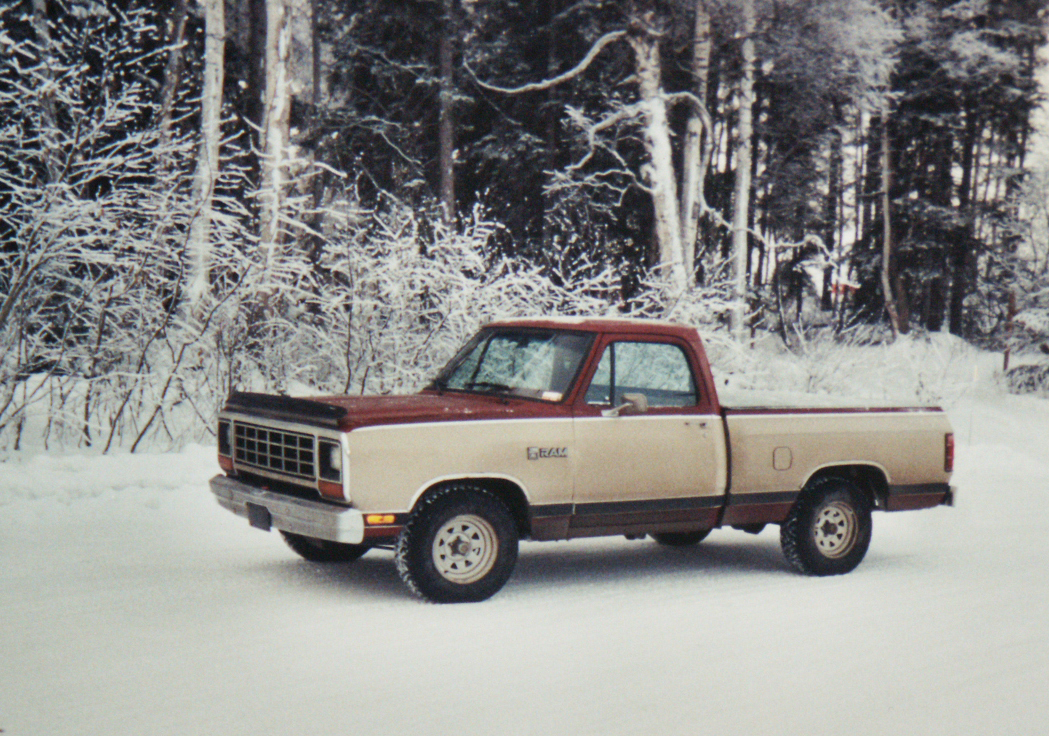
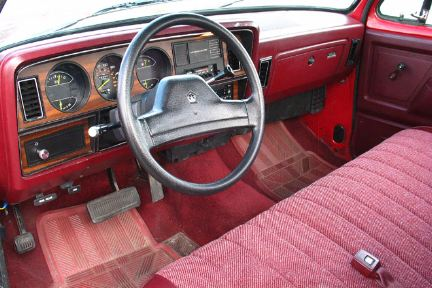
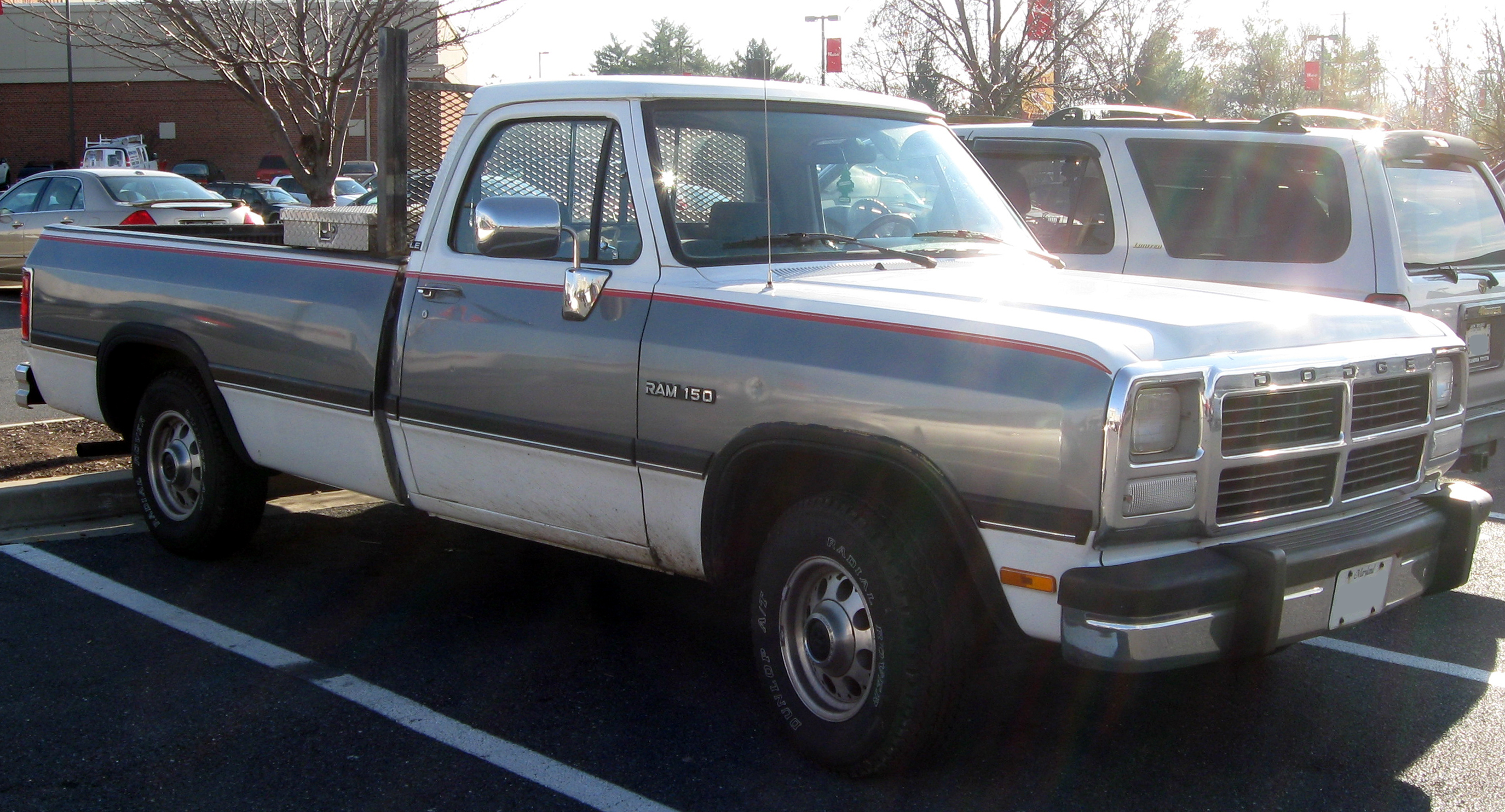